# Hirsutella thompsonii
Hirsutella thompsonii är en svampart som beskrevs av F.E. Fisher 1950. Hirsutella thompsonii ingår i släktet Hirsutella och familjen Ophiocordycipitaceae.   Inga underarter finns listade i Catalogue of Life.